# 해양공학

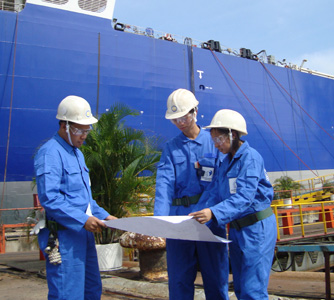

해양공학(海洋工學)은 주로 해양 개발 기술을 공학적으로 고찰하는 학문이다.
해양공학은 보트, 선박, 잠수함 및 기타 해양 선박의 공학 분야이다. 여기에는 다른 해양 시스템 및 구조물의 엔지니어링도 포함된다.
해양공학은 기계 공학, 전기 공학, 전자 공학, 컴퓨터 과학을 포함한 다양한 공학 과학을 선박 추진 장치 및 해양 시스템의 개발, 설계, 운영 및 유지 관리에 적용한다. 여기에는 모든 종류의 해양 차량은 물론 해안 및 해양 구조물을 위한 전력 및 추진 플랜트, 기계, 배관, 자동화 및 제어 시스템이 포함되지만 이에 국한되지는 않는다.

## 해양공학과
해양공학과는 토목공학,조선공학,전기전자공학,화학공학,에너지자원공학등.. 공학적인 기술을 활용하여 해양개발을 위해 고찰하는 학과이다.
주로 해양공학과는 크게 두가지로 구분할 수 있다.
- 토목해양공학(토목공학)
- 조선해양공학(조선해양공학)

## 같이 보기
- 선박공학
- 해양학